# Calabria Ulteriore
La Calabria Ulteriore (anche Calabria Ultra, Calabria Bassa, Calabria Inferiore, o Bruzia) è stata un'unità amministrativa del Regno di Sicilia, del Regno di Napoli e del Regno delle Due Sicilie.
Già in età medievale nel territorio dell'attuale regione Calabria erano individuabili due distinte aree che nel corso dei secoli avrebbero assunto le denominazioni di Calabria Ulteriore (o Calabria greca) e di Calabria Citeriore (o Calabria latina).
La Calabria greca corrisponde all'area centro-meridionale della regione e costituì, dal 1147, una unità amministrativa prima del Regno di Sicilia, poi del Regno di Napoli e, infine, solo per poche settimane, del Regno delle Due Sicilie.

## Giustizierato di Calabria
In epoca normanno-sveva, il territorio della Calabria era suddiviso in 3 regioni geografico-amministrative: la Valle di Crati, la Terra Giordana e la Calabria propriamente detta (che sarà definita, poi, Calabria Ulteriore). Dal punto di vista prettamente amministrativo, però, furono istituiti due soli giustizierati, entrambi dipendenti da un Maestro Giustiziere: il Giustizierato di Calabria (che comprendeva tutti i territori a Sud di Catanzaro e della pianura di Decollatura) ed il Giustizierato di Valle di Crati (che comprendeva Cosenza, che ne era il capoluogo, ed il territorio Nord-occidentale della Calabria) e Terra Giordana (che abbracciava la parte orientale della regione spingendosi a Sud sino ad includere Catanzaro).
Il confine tra le due Calabrie subì un'importante variazione nel 1280, allorquando il giustizierato meridionale, la cui estensione era inferiore rispetto a quella della parte settentrionale, fu ampliato con l'annessione dei territori di Catanzaro, Taverna, Sellia, Simeri, Barbaro, Genicocastro, Mesoraca, Policastro, Tacina, Le Castella, Rocca Bernarda, Santa Severina, San Giovanni de Monaco, Crotone, Strivillante, Gimigliano, San Mauro, Cutro, San Leone, Scandale, Magisano, Albi, San Giovanni di Genicocastro e San Martino di Genicocastro.

I confini tra la Calabria greca e la Calabria latina venivano, dunque, individuati, a oriente, dal corso del fiume Neto e, ad occidente, dalla pianura di Decollatura. Il territorio del Giustizierato di Calabria veniva, così, a corrispondere, grosso modo, a quello delle odierne province di Crotone (per il territorio a sud del fiume Neto), Catanzaro, Vibo Valentia e Reggio di Calabria.
Nel 1443, Alfonso il Magnanimo d'Aragona conquistando i territori degli Angioini spostò il capoluogo da Reggio a Catanzaro, poiché Reggio aveva appoggiato il suo avversario Renato d'Angiò. Nel 1465, però, Ferrante d'Aragona riassegnò il titolo di capoluogo a Reggio.

## Calabria Ultra
Nel XVI secolo, le denominazioni dei giustizierati calabresi erano definitivamente mutate, essendosi affermati, oltre che nell'uso comune, anche in quello ufficiale, i nomi di Calabria Citra flumen Nhetum, in luogo di Valle di Crati e Terra Giordana, e di Calabria Ultra flumen Nhetum, in luogo di Giustizierato di Calabria. Pertanto, le terre a meridione del fiume Neto acquisiscono definitivamente l'appellativo di Calabria Ulteriore.
Va specificato, però, che l'inclusione di parte del territorio della Terra Giordana all'interno dei confini del Giustizierato di Calabria nel 1280, ha indotto diversi autori ad estendere tale toponimo a tutta la Calabria centro-meridionale.
Dal 1582, l'amministrazione delle province calabresi divenne indipendente l'una dall'altra con la creazione di due regie udienze. Monteleone fu scelta come sede della regia udienza della Calabria Ulteriore da Filippo II di Spagna, ma il sovrano dovette desistere perché la presenza di una regia udienza nella città non era accettata dal Duca di Monteleone. La regia udienza fu collocata così a Reggio, ma undici anni più tardi, nel 1593, la città perse tale ruolo in favore di Catanzaro più centrale della città dello stretto. Tuttavia tutte le regie amministrazioni della Calabria Ulteriore, come la tesoreria, erano a Monteleone e tali uffici erano in Monteleone ancor prima che la Calabria fosse suddivisa. Tra l'altro Monteleone era la principale città commerciale non solo della Calabria Ultra ma di entrambe le Calabrie.

## La provincia
Con la legge 132 del 1806 Sulla divisione ed amministrazione delle province del Regno, varata l'8 agosto di quell'anno, Giuseppe Bonaparte riformò la ripartizione territoriale del Regno di Napoli sulla base del modello francese e soppresse il sistema dei giustizierati. Il territorio della Calabria restava organizzato in due province: quella settentrionale, denominata Calabria Citra (con capoluogo Cosenza) e quella centro-meridionale denominata Calabria Ultra (con capoluogo che passava da Catanzaro a Monteleone, l'odierna Vibo Valentia). Negli anni successivi (tra il 1806 ed il 1811), una serie di regi decreti completò il percorso d'istituzione delle province con la specifica dei comuni che in esse rientravano e la definizione dei limiti territoriali e delle denominazioni di distretti e circondari in cui veniva suddivisa ciascuna provincia.
- Reggio, capoluogo dal 1147 al 1443;
- Catanzaro, capoluogo dal 1443 al 1465;
- Reggio, capoluogo dal 1465 al 1582;
- Monteleone, capoluogo dal 1582 al 1593;
- Catanzaro, capoluogo dal 1593 al 1806;
- Monteleone, capoluogo dal 1806 al 1816.

### Suddivisione amministrativa
Ogni provincia, infatti, era suddivisa in successivi livelli amministrativi gerarchicamente dipendenti dal precedente. Al livello immediatamente successivo alla provincia individuiamo il distretto.
La Calabria Ultra comprendeva i seguenti distretti:
- Distretto di Cotrone
- Distretto di Catanzaro,
- Distretto di Nicastro,
- Distretto di Monteleone,
- Distretto di Gerace,
- Distretto di Palmi,
- Distretto di Reggio.

Ogni distretto era ripartito in circondari. I circondari erano costituiti dai comuni, l'unità di base della struttura politico-amministrativa dello Stato moderno, ai quali potevano far capo i casali, centri a carattere prevalentemente rurale.

### Divisione della provincia di Calabria Ulteriore

Stemma della Calabria Ulteriore con corona aragonese, due croci in campo argento e quattro pali vermigli in campo oro, divisi in quattro quadranti.
Stemma della Provincia di Catanzaro che mantiene la divisione in quattro quadranti, con la disposizione delle due croci in campo argento ed i quattro pali vermigli in campo oro.
Stemma della Provincia di Reggio Calabria che eredita la corona aragonese, oltre alle due croci in campo argento ed i quattro pali vermigli in campo oro.

Con la legge n. 360 del 1º maggio 1816 riguardante la Circoscrizione amministrativa delle Provincie dei Reali Domini al di qua del Faro (in vigore dal 1º gennaio 1817), il territorio della Calabria Ulteriore venne frazionato in due province:
- la Calabria Ulteriore Prima (o Calabria Reggina), con capoluogo Reggio, divisa nei distretti di Reggio, Gerace e Palmi;
- la Calabria Ulteriore Seconda (o Calabria Brezia), con capoluogo Catanzaro, divisa nei distretti di Catanzaro, Monteleone, Nicastro (oggi nel comune di Lamezia Terme) e Cotrone (oggi Crotone).

## Società

### Lingue e dialetti
Nel dialetto calabrese della Calabria Ulteriore è quasi sconosciuto l'uso del passato prossimo, sostituito dall'equivalente del perfetto latino. Inoltre dopo i verbi modali viene escluso l'infinito.
Secondo il filologo e linguista Gerhard Rohlfs questi due fenomeni si rivelano come manifesti riflessi di una lunga bilinguità greco-latina.